# Sonic & Knuckles
Sonic & Knuckles (яп. ソニック & ナックルズ, Сонікку & Наккурудзу, укр. Сонік і Наклз, скорочено S&K) — відеогра у жанрі платформера, четверта в серії ігор Sonic the Hedgehog на ігрову консоль Sega Mega Drive/Genesis. Була розроблена командою Sonic Team і випущена компанією Sega 18 жовтня 1994 року в Японії та, днем раніше, у США. Європейська версія з'явилася 19 жовтня.
Гра є прямим продовженням Sonic the Hedgehog 3, як в плані сюжету, так і в плані графіки: у Sonic & Knuckles використовується той же графічний рушій, що і в попередній грі. Головною особливістю гри є можливість проходження її не тільки за їжака Соніка, але і за персонажа єхидну Наклза, що досі зустрічався в Sonic the Hedgehog 3 тільки як супротивник.
Sonic & Knuckles був випущений з унікальною технологією «Lock–on», яка дозволяла поєднувати його з іншим картриджем. У результаті, S & K можна було комбінувати з Sonic the Hedgehog 2 і Sonic the Hedgehog 3, вносячи в ці ігри нові можливості.

## Ігровий процес
Як і графіка, в основному ігровий процес Sonic & Knuckles ідентичний Sonic the Hedgehog 3. У Sonic & Knuckles гравцеві пропонується пройти гру за одного з двох персонажів — їжака Соніка або єхидну Наклза (лисеня Тейлз не був уведений у гру, ймовірно, через обмеження пам'яті картриджа). У кожного персонажа можуть бути свої шляхи проходження рівнів. Гра за Соніка надає більш тривале проходження і більше зон, ніж у Наклза; гра за Наклза, у свою чергу, ведеться з підвищеною складністю в битвах з босами та напів-босами.
Особливості гри за Соніка залишилися тими ж, що і в Sonic the Hedgehog 3. Наклз же володіє власними можливостями. При використанні посиленої атаки у стрибку він може плавно ширяти в повітрі, повільно втрачаючи висоту. При цьому він здатний атакувати ворогів, які зустрілися на шляху, а зачепившись в польоті за стіну зможе дертися по ній вгору або вниз. Наклз у свою чергу може розбивати собою деякі перешкоди у вигляді каменів, які Сонік розбити не може (окрім як зарядженим Spin Dash-ом). Наклз дещо відстає від Соника у швидкості і висоті стрибка.

## Сюжет
В кінці Sonic the Hedgehog 3 їжачок Сонік зумів запобігти запуску «Яйця Смерті» (англ. Death Egg) — величезної космічної станції Доктора Еггмана, і вона звалилася назад на острів Ангелів, наполовину застрягши в кратері величезного вулкана. Однак Роботнік запланував відновити свій винахід і зайнявся пошуком Головного Смарагду Хаосу — могутньої реліквії, що споконвіку охороняється родом єхидни Наклза.
Проходячи гру за кожного персонажа, гравець отримує різну сюжетну лінію.

### Сюжетна лінія Соніка
Сонік опиняється на незвіданій частини Острова Ангелів і починає йти по слідах Доктор Еггмана, що продовжує заповнювати все навколо своїми машинами. На шляху Соніка продовжує з'являтися Наклз, що довіряє Роботнику, і ставити їжаку усілякі перешкоди. Сонік досягає печер під вулканом, в той час як «Яйце Смерті» Роботніка вже починає новий старт, і лиходієві залишається тільки захопити Головний Смарагд.
У місці, де зберігається Смарагд — Таємному Палаці (англ. Hidden Palace) — Сонік знову стикається з Наклзом і вступає з ним у бій. Саме в цей момент з'являється Доктор Роботнік і викрадає Смарагд. Зрозумівши, що його обманювали, Наклз об'єднується з Соніком і супроводжує його до порталу, що переносить їх до стародавньої ширяючої в хмарах святині. Далі Сонік діє самостійно і на шляху до «Яйця Смерті», що вже піднімається в космос, він тричі бореться з Механічним Соніком.
Сонік проникає на «Яйце Смерті» та доводить космічну станцію до саморуйнування, і потім вступає в бій з величезним роботом Еггмана, що використовує силу Головного Смарагду. Після його знищення Сонік разом зі Смарагдом починають падати в океан, але їх підхоплює лисеня Тейлз на своєму літаку і разом вони повертають Головний Смарагд назад на Острів Ангелів Наклзу.
Якщо ж гравець упродовж гри зібрав всі сім Смарагдів Хаосу, то він отримує додатковий рівень — «Doomsday», в якому переслідує спочатку корабель, а потім і самого гігантського робота Еггмана.
(У грі можливі дві кінцівки: якщо гравець зібрав Смарагди і пройшов «Doomsday Zone», то Острів Ангелів піднімається до хмар, в іншому випадку він опускається на поверхню океану).

### Сюжетна лінія Наклза
Після подій Sonic the Hedgehog 3 Доктор Еггман, задумавши викрасти Головний Смарагд, вирішує позбутися від Наклза. Він посилає одного зі своїх ЕґРобо (роботів, сконструйованих за його образом) і той кидає бомбу поряд зі сплячим Наклзом. Однак Наклз уникає вибуху і починає гонитву за ЕґРобо, щоб не дати йому заволодіти Головним Смарагдом.
Потрапивши в Таємний Палац, звідки ЕґРобо вже встиг викрасти Смарагд, Наклз за допомогою порталу женеться за ним до небесного замку. Однак там ЕґРобо знищує інше творіння Еггмана — Меха Сонік, який тут же вступає в битву з єхидною. Не зумівши здолати Наклза один раз, Меха Соник використовує силу Головного Смарагду, набуваючи суперформи, і Наклз знову бореться з ним.
Коли Наклз остаточно перемагає Меха Соніка, замок у хмарах обвалюється. Але на допомогу Наклзу приходить Сонік, що керує літаком Тейлза. Разом вони знову відвозять Головний Смарагд на острів Ангела.
(Так само як і у випадку з грою за Соніка, в кінці гри ширяючий на задньому плані Острів Ангелів піднімається у верхні шари атмосфери, якщо гравець зібрав усі сім Смарагдів Хаосу).

## Рівні

### Зони
- Mushroom Hill (укр. Грибний пагорб). Велика горбиста лісова місцевість зі зростаючими в ній гігантськими грибами, які гравець може використовувати як пружини для високих стрибків. Під час проходження місцевість тричі змінює колір через вплив машини Доктора Еггмана. У кінці рівня, після поразки, Еггман тікає на своєму великому літаючому агрегаті; гравець чіпляється за літаючий корабель, і потрапляє на другу зону.

- Flying Battery (укр. Літаюча батарея). Велика літаюча база Доктора Еггмана. Рівень дуже схожий на зони «Wing Fortress» і «Metropolis» з Sonic the Hedgehog 2. Можливо, що саме ця літаюча база проводила обстріл Соніка в кінці зони «Angel Island» у Sonic the Hedgehog 3. Пройшовши цей рівень, гравець падає в пустелю.

- Sandopolis (укр. Піскополіс). Схожа на Єгипет пустельна місцевість з безліччю пісочних пасток, сипучих пісків і пісочних гірок. У кінці першого акту гравець б'ється з кам'яним ґолемом і потрапляє в древню піраміду, яка стає другим актом. У піраміді гравцеві доводиться постійно запалювати світло: коли воно згасає, на задньому плані починають літати привиди, які при настанні повної темряви атакують гравця. Босом другого акту виступає Роботнік, який ховається у великій кам'яній статуї, що повільно повзе назустріч персонажу.

- Lava Reef (укр. Лавовий риф). Рівень у жерлі вулкана, наповнений гарячою лавою. Тут же розташовується база Роботніка для повторного запуску «Яйця Смерті». На другому акті рівень застигає і «Яйце», видиме на задньому плані, починає підніматися. При грі за Соніка гравець в черговий раз стикається з Наклзом, який скидає на нього кругляк, відправляючи на поле бою з Еггманом. Граючи за Наклза, гравець проходить те місце і потрапляє на наступну зону, без битви з Еггманом.

- Hidden Palace (укр. Прихований палац). Священний палац, де зберігається Головний Смарагд Хаосу. Граючи за Соніка, гравець зустрічає на цьому рівні Наклза і б'ється з ним. Після цього з'являється Доктор Еггман і викрадає Головний Смарагд. Уражений розрядом струму, Наклз тимчасово непритомніє, після чого проводить Соніка до порталу, що переносить їх на наступну зону. За самого Наклза рівень дуже короткий і полягає тільки в тому, щоб пройти до порталу.

- Sky Sanctuary (укр. Небесне святилище). Повітряний замок, який ширяє в хмарах подібно до Острова Ангела. За Наклза гравець відразу потрапляє на фінальний поєдинок з Меха Соніком. Після однієї перемоги Наклзу належить битися з ним ще раз, коли Меха Сонік, використовуючи енергію Головного Смарагду, набуває суперформи. Для Наклза цей рівень стає останнім у грі. При грі за Соніка гравець під час проходження тричі бореться з Меха Соніком. Перший раз він з'являється в літаючому агрегаті Роботніка з кулею на ланцюзі — такий бос з'являвся в кінці «Green Hill Zone» у Sonic the Hedgehog. У другій битві агрегат з Меха Соніком оточений кулями, так само, як бос в «Metropolis Zone» у Sonic the Hedgehog 2. В останній третій битві він виступає проти Соніка відкрито. Після перемоги над ним повітряний замок починає валитися, але Сонік встигає проникнути на «Яйце Смрті», що відлітає в космос.

- Death Egg (укр. Яйце Смерті). Величезна база Доктора Еггмана, повна високотехнологічних пристроїв, силових і електричних полів. На другому акті гравітація рівня буде кілька разів змінюватися, у зв'язку з чим гравцеві доведеться подорожувати вже по стелі. У кінці другого акту, після першої поразки, Еггман сідає на великого собі подібного робота, що використовує енергію Головного Смарагду. Якщо гравець за час проходження гри не зібрав всі Смарагди Хаосу, цей рівень стане для нього останнім.

- Doomsday (укр. Фатальний день). Рівень доступний лише для Соніка, що зібрав усі сім Смарагдів Хаосу. Після знищення «Яйця Смерті» їжак, що набуває суперформи (гіперформи в Sonic 3 & Knuckles), летить по орбіті планети в гонитві за кораблем, а потім роботом Еггмана (схожий робот зустрічався як фінальний бос у Sonic the Hedgehog 2), в руках якого Головний Смарагд. На шляху Соніка чекають купи астероїдів і ракет, що уповільнюють його, а також кільця, без яких він може втратити свої здібності й загинути.

### Bonus Stages
Як і в Sonic the Hedgehog 3, маючи 20 або більше кілець при позначці на Контрольній Точці гравцеві дається можливість увійти на рівень «Bonus Stage», де він може зібрати додаткові кільця, життя та інші бонуси. Однак замість рівня «Gumball Machine» у Sonic & Knuckles гравець потрапляє в один з двох інших, нових «Bonus Stage»:
- Rotating Maze (укр. Обертовий лабіринт). Цей рівень, що являє собою суміщені Special Stage із Sonic the Hedgehog та слот-машину, неодноразово зустрічався в зоні «Casino Night» у Sonic the Hedgehog 2. Межі рівня, що обертається навколо своєї осі, складаються з блоків, серед яких є кулі з написом «Goal», при попаданні на які гравець залишає Bonus Stage. У центрі рівня — слот-машина, яку гравець може використовувати для отримання різної кількості кілець, від двох до великого джек-поту, не виключений також випад слотів з Доктором Еггманом, що забирає у гравця 100 кілець. На додаток, ще кілька груп кілець розташовані навколо слот-машини: збираючи їх, гравець може заробити собі «продовження».

- Glowing Spheres (укр. Палаючі сфери). Гравець потрапляє в довгу вертикальну пінбол-машину. Використовуючи розташовані в ній фліпери, блоки та енергетичні кулі, Сонік і Наклз просуваються вгору, збираючи кільця та сфери, з яких вилітають кульки з різноманітними бонусами (ті ж самі, що використовувалися в «Gumball Machine» у Sonic the Hedgehog 3). Знизу гравця переслідує горизонтальна спіраль, при попаданні в яку він покине Bonus Stage. Якщо гравець добирається до самого верху пінбол-машини, рівень так само закінчується.

### Special Stages
Рівні «Special Stage», які персонажі гри проходять з метою зібрати всі сім Смарагдів Хаосу, в Sonic & Knuckles залишилися того ж виду, що й у Sonic the Hedgehog 3. Гравець подорожує по великій сферичній поверхні, щоб зібрати всі сині сфери на рівні і не наступити на жодну з червоних, у разі чого Special Stage закінчується без вручення Смарагду. Примітно, що всі Смарагди можна зібрати в «Mushroom Hill» (у цій зоні розташовано 8 телепортаційних кілець). Це, однак, більш можливо при грі Наклзом, оскільки той може проникати в місця, куди Соніку потрапити не можна.
Всі сім «Special Stages» у Sonic & Knuckles є новими, розташування сфер на них більш заплутане, ніж у Sonic the Hedgehog 3, що ускладнює проходження рівня. Крім того, на рівнях «Special Stage» у цій грі є ще один вид сфер — жовті, які катапультує персонажів на далекі відстані через цілі поля інших сфер.
Зібравши всі Смарагди Хаосу, Сонік і Наклз отримують можливість переходити в суперформу, що збільшує їх швидкість і робить невразливими для ворогів. У своїй суперформі Сонік традиційно забарвлюється у золотий колір, а Наклз починає мерехтіти білим.

### Режим Debug Mode
Як і в попередніх іграх серії, у Sonic & Knuckles доступний особливий режим гри — Debug Mode. Щоб до нього потрапити, потрібно спочатку активувати меню вибору рівня. Для цього слід зайти в «Mushroom Hill», повиснути на одному з підйомників (смикаючи за який, гравець поступово піднімається вгору) і швидко набрати комбінацію ВЛІВО, ВЛІВО, ВЛІВО, ВПРАВО, ВПРАВО, ВПРАВО та ВГОРУ, ВГОРУ, ВГОРУ. Повинен прозвучати дзвін кільця, після чого потрібно натиснути Start + A. При повторному завантаженні титульного екрану натиснути їх ще раз.
Увійшовши в меню вибору рівня, гравець побачить посилання і на зони Sonic the Hedgehog 3, але вони будуть недоступними. Гравцеві слід знову натиснути A + Start, вибравши один з рівнів S & K.
У режимі Debug Mode управління дещо змінилося: кнопка «А» дозволяє міняти гравітацію, кнопка «В» — перемикатися між звичайною грою і режимом «Debug Mode», кнопка C — встановлювати об'єкти, а комбінація B +  C — швидка прокрутка спрайтів персонажа.

## Технологія Lock-on
Ліцензійний картридж Sonic & Knuckles був випущений з унікальною для всієї серії Mega Drive-ігор технологією під назвою Lock-on. Ця технологія дозволяє з'єднувати Sonic & Knuckles з іншим картриджем даної платформи і в результаті видавати суміщений варіант двох ігор. Перш за все, це стосується попередньої гри, Sonic the Hedgehog 3. Спочатку розробниками передбачалося, що Sonic 3 буде включати в себе єхидну Наклза як третього ігрового персонажа окрім Соніка та Тейлза, і містити рівні з Sonic & Knuckles (на екрані вибору рівнів Sonic 3 так і залишилися недіючі посилання на три зони з S & K, а також присутній його саундтрек). Sonic 3 та Sonic & Knuckles планувалися як одна велика гра, проте внаслідок обмеженого терміну для її випуску і високих виробничих витрат, які потрібні були б для такого 34-мегабітного картриджа з NVRAM, розробникам Sonic Team довелося розділити її на дві частини, що, тим не менш, дало їм більше часу на доопрацювання Sonic & Knuckles. У такому випадку, технологія Lock-on дозволяє поєднати Sonic the Hedgehog 3 і Sonic & Knuckles, даючи можливість грати в одну велику повноцінну гру, якою вони повинні були стати раніше. Крім Sonic 3, Sonic & Knuckles може з'єднуватися з Sonic the Hedgehog 2, а також Sonic the Hedgehog і деякими іншими іграми Mega Drive.

### Sonic 3 & Knuckles
При схрещуванні ігор Sonic & Knuckles та Sonic the Hedgehog 3 виходить гра Knuckles the Echidna in Sonic the Hedgehog 3 (коротко — Sonic 3 & Knuckles). Це дуже довга гра, яка включає в себе все, що є в обох іграх:

Титульний екран гри Sonic 3 & Knuckles.

- Гравець нерозривно проходить всі зони з обох ігор по порядку, починаючи з рівнів Sonic the Hedgehog 3 і продовжуючи рівнями Sonic & Knuckles (у кінці зони «Launch Base» з Sonic the Hedgehog 3 гравець б'ється з Доктором Роботником лише двічі).
- Як наслідок, гра дає можливість пройти зони Sonic the Hedgehog 3 за єхидну Наклза. Sonic the Hedgehog 3 розроблявся з явним розрахунком на суміщення з Sonic & Knuckles, тому значну частину цих зон Наклз проходить власним шляхом, недоступним Соніку або Тейлзу. Як і у випадку з Sonic & Knuckles, бої Наклза з босами та напів-босами ведуться з підвищеною складністю, ніж інших персонажів.
- Так само в цій грі стає можливим проходження рівнів Sonic & Knuckles за Тейлза або за Соніка та Тейлза разом.
- Доступні всі три Bonus Stage (з Sonic the Hedgehog 3 та Sonic & Knuckles). При відмітці на Контрольній Точці з 20-34 кільцями гравець зможе потрапити в рівень «Slot Machine»; з 35-49 кільцями — в «Rolling Jump»; з 50-65 кільцями — «Gumball Machine».
- Система збереження, присутня в Sonic the Hedgehog 3, в даній грі поширюється також і на рівні з Sonic & Knuckles. На додачу, кількість слотів для збереження збільшилася до 8-ми.
- У грі використовується музика з бази даних Sonic & Knuckles: це стосується кількох основних ігрових тем, які відрізняються від відповідних їм з Sonic the Hedgehog 3 (музика заставки гри і фінальних титрів, музична тема напів-босів, тема Наклза, тема суперформи персонажа, музика при отриманні додаткового життя).
- Debug Mode можна запустити в Angel Island Zone повиснувши на ліані і ввівши ту ж комбінацію клавіш.

У Sonic 3 & Knuckles і Соніку, і Наклзу дана можливість знайти гіперформу, ще більш потужну, ніж суперформа, проте для цього гравцеві належить зібрати не 7, а 14 Смарагдів Хаосу. Якщо гравець збере на рівнях Sonic the Hedgehog 3 всі сім Смарагдів Хаосу, то, починаючи з зони «Mushroom Hill», великі телепортаційні кільця (у цьому випадку вони вже переливатимуться кольорами Смарагдів Хаосу) перемістять його в Таємний Палац, в зал з Головним Смарагдом. Персонаж гравця віддає йому всі сім звичайних Смарагдів Хаосу і натомість йому буде дана можливість збирати Суперсмарагди (на рівнях Special Stage з Sonic & Knuckles).
Як тільки сім Суперсмарагдів будуть зібрані, будь-якому персонажеві, крім Тейлза, стане доступна гіперформа, яка не тільки робить його ще більш швидким і стрибучим, але і дає особливі можливості. ГіперСонік при посиленій атаці в стрибку проноситься по екрану, знищуючи всіх видимих ворогів. При грі за ГіперНаклза також знищуються всі вороги на екрані, якщо персонаж зачепиться за стіну. Тейлзу доступна тільки суперформа, для якої гравцеві, тим не менше, все одно доведеться збирати 14 Смарагдів. Однак, незважаючи на свою назву, суперформа Тейлза у Sonic 3 & Knuckles дає лисеняті настільки ж високі можливості, що і гіперформа Соніку і Наклзу: навколо Супер Тейлза завжди літають чотири золоті пташки (Суперфліки), які самі кидаються знищувати ворогів при їх наближенні.

### Knuckles in Sonic 2

Титульний екран гри Sonic 2 & Knuckles.

При поєднанні S & K і Sonic the Hedgehog 2 виходить гра Knuckles the Echidna in Sonic the Hedgehog 2, або коротко Sonic 2 & Knuckles. Як зрозуміло з назви, ця гра дає можливість пройти Sonic the Hedgehog 2 за Наклза. Це, однак, єдиний ігровий персонаж; Сонік та Тейлз в цій грі недоступні. Так само відсутні всі додаткові меню на заставці гри.
Ніяких нових особливостей у ігровий процес Sonic the Hedgehog 2 гра не приносить, за винятком того, що на рівнях в ній з'явилися деякі місця, потрапити в які може тільки Наклз. У іншому ж, Наклз може використовувати тут свою спеціальну атаку з S & K (у Соніка та Тейлза в Sonic the Hedgehog 2 особливих можливостей не було). Крім того, через меншу швидкість і висоту стрибка гра за Наклза ведеться дещо складніше. З іншого боку, при грі за Наклза можна частіше відвідувати рівні «Special Stage», оскільки, на відміну від Соніка та Тейлза, він зберігає існуючі кільця після чергового потрапляння туди.
Внесені невеликі зміни в дизайні гри: заставки з назвами рівнів тепер пофарбовані в зелений і червоний, а захисні сфери в грі стали сірого кольору.

### Blue Sphere
При поєднанні Sonic & Knuckles з Sonic the Hedgehog або більшістю інших ігор на Sega Mega Drive, гравець бачить чорний екран з чотирма головними персонажами 16-бітної серії про Соніка. На екрані пливуть слова «No Way? No Way!», кажучи про безрезультатне поєднання картриджів. Але насправді це не так: одночасне натискання на джойстику клавіш A + B + C відкриває міні-гру, яка називається Blue Sphere. Ця гра один за іншим генерує рівні «Special Stage» виду Sonic 3 і Sonic & Knuckles. Кожен рівень має свій 12-значний код: тобто, у розпорядженні гравця 134 217 728 рівнів «Special Stage», майже кожен з яких унікальний (після 128 016 000 деякі рівні повторюються). Для проходження Blue Sphere можна обрати Соніка або Наклза; втім, вибір персонажа ніяк не позначається на ігровому процесі.

## Адаптації
Сюжет Sonic & Knuckles був адаптований у коміксах Sonic the Hedgehog від Archie Comics («Specials № 2: Sonic & Knuckles»).

## Інше
- На рівні «Sky Sanctuary» при грі за Соніка є невелике великоднє яйце. На самому початку рівня Наклз стрибає на кнопку, активуючи для Соніка міст, і залишається знесилений лежати на ній. Якщо, граючи за Соніка, повернутися до Наклза справа і пригнутися, він зробить Соніку характерний жест, закликаючи продовжити переслідування Доктора Роботника.

- Можна помітити певну відмінність між ігровим і неігровим спрайтами Наклза. Наклз, якого зустрічає гравець, керуючи Соніком (включаючи Sonic the Hedgehog 3), постає в не зовсім червоному, а дещо червоно-ліловому забарвленні; крім того, шкарпетки ігрового Наклза — зеленого кольору, а неігрового — жовті.

- Попри те, що в сюжетній лінії Наклза у відкриту він бореться тільки з ЕґРобо, в кінці зони «Flying Battery» босом все одно виступає сам Доктор Еггман.

- При грі в Sonic 3 & Knuckles на рівні «Hidden Palace» можна виявити схованку, що містить всі монітори з усіма бонусами (крім «S» і «Eggman»). Щоб дістатися до них, необхідно, граючи за Тейлза (або в режимі Debug Mode), зупинитися біля групи шипів перед входом у першу кімнату з телепортом, і полетіти вгору і вправо — на вершині будуть розташовані монітори, і ще три — на іншій вершині праворуч.

- Хоча зона «Death Egg» не присутня в сюжетній лінії Наклза, можна зіграти в неї за цього персонажа, запустивши зону зі спеціального меню вибору рівнів, доступного за допомогою коду. Проте, вибір Death Egg Zone 2, що переносить гравця в бій з босом другого акту «Death Egg Zone», в цьому випадку недоступний, тому щоб зіграти проти цього боса Наклзом, доведеться проходити зону з самого початку.